# Dániel Angyal
Dániel Angyal (Budapeste, 29 de março de 1992) é um jogador de polo aquático húngaro, medalhista olímpico.

## Carreira
Angyal fez parte da Seleção Húngara de Polo Aquático Masculino nos Jogos Olímpicos de Verão de 2020 em Tóquio, equipe que conquistou a medalha de bronze, após derrotar a equipe espanhola na disputa pelo pódio por 9–5.